# Smilax purhampuy
Smilax purhampuy là một loài thực vật có hoa trong họ Smilacaceae. Loài này được Ruiz miêu tả khoa học đầu tiên năm 1821.